# Tank ONO
Die Tank ONO s.r.o. ist ein Tankstellenbetreiber in Tschechien. Sie besitzt 2024 insgesamt 45 Tankstellen. Das Unternehmen wurde 1993 gegründet, die erste Tankstelle 1994 in der Domažlická Straße in Plzeň eröffnet. Dort ist auch der Sitz des Unternehmens. Die Tankstellen von ONO fungieren auch als Geld-Wechselstube.